# Circolazione (fluidodinamica)

Schema delle grandezze usate.

Nella fluidodinamica è detta circolazione il valore, solitamente indicato con Γ, della circuitazione di un campo di velocità lungo un percorso chiuso, ovvero la circuitazione della velocità: 
{\displaystyle \Gamma =\oint _{\partial S}{\frac {\operatorname {d} {\bar {r}}}{\operatorname {d} t}}\cdot d{\bar {r}}}
avendo indicato il percorso chiuso con {\displaystyle \partial S} in quanto sempre concepibile come frontiera di una superficie orientata. La circuitazione, ovvero l'integrale del prodotto scalare della velocità con l'ascissa curvilinea, equivale alla proiezione della velocità, punto per punto, sulla curva.
Per un flusso irrotazionale la circolazione è nulla. Altrimenti, se il percorso racchiude al suo interno un vortice, la circolazione rappresenta l'intensità del vortice.
La circolazione può essere espressa, grazie al teorema del rotore, anche in funzione della vorticità ω:
{\displaystyle \Gamma =\oint _{\partial S}{\frac {\operatorname {d} {\bar {r}}}{\operatorname {d} t}}\cdot d{\bar {r}}=\int \!\!\!\int _{S}\nabla \times {\frac {\operatorname {d} {\bar {r}}}{\operatorname {d} t}}\cdot \operatorname {d} {\bar {r}}^{2}=\int \!\!\!\int _{S}{\bar {\omega }}\cdot \operatorname {d} {\bar {r}}^{2}}
La circolazione fu usata per la prima volta, indipendentemente, da Frederick Lanchester, Martin Wilhelm Kutta, e Nikolaj Egorovič Žukovskij.

## Discontinuità del vortice libero
La soluzione particolare di vortice libero nelle equazioni a flusso potenziale incomprimibile in un sistema di coordinate polari, prevede che la componente di velocità radiale sia nulla, mentre la velocità tangenziale risulta dalla soluzione dell'equazione di Laplace:
{\displaystyle {\frac {\operatorname {d} {\bar {r}}}{\operatorname {d} t}}={\frac {1}{r}}{\frac {\partial \phi }{\partial \vartheta }}{\bar {n}}_{\theta }={\frac {c}{r}}{\bar {n}}_{\theta }.}
Per le ipotesi della teoria del flusso potenziale, il flusso deve essere irrotazionale, ovvero possedere una circolazione nulla. Ma osserviamo che, se {\displaystyle \partial S} è una curva che contiene al suo interno l'origine (il centro del vortice), la quale è un punto di discontinuità in quanto:
{\displaystyle r\rightarrow 0\quad \Rightarrow \quad {\frac {\operatorname {d} {\bar {r}}}{\operatorname {d} t}}\rightarrow \infty ,}
allora la circolazione sarà:
{\displaystyle \Gamma =\oint _{\partial S}{\frac {\operatorname {d} {\bar {r}}}{\operatorname {d} t}}\cdot d{\bar {r}}=\int _{0}^{2\pi }\left({\frac {\operatorname {d} {\bar {r}}}{\operatorname {d} t}}\right)_{\vartheta }\,r\,d\vartheta =\int _{0}^{2\pi }c\,d\vartheta =2\pi c}
un valore diverso da zero. La circolazione rappresenta l'intensità del vortice e fornisce il valore della costante di integrazione c. La circolazione, ricordando la definizione di funzione di corrente, pertanto sarà rispetto alla soluzione:
{\displaystyle {\begin{aligned}\Gamma &={\frac {2\pi \phi }{\vartheta }}\\\Gamma &=-{\frac {2\pi \psi }{\ln r}}\\\end{aligned}}}